# جان باولو فيرنانديز
جان باولو فيرنانديز (بالبرتغالية: Jean Paulo Fernandes‏) (1 أكتوبر 1972 في البرازيل - ) هو لاعب كرة قدم برازيلي في مركز حراسة المرمى. لعب مع نادي باهيا ونادي بونتي بريتا ونادي غواراني ونادي فلامنغو ونادي فيتوريا ونادي كروزيرو ونادي كورينثيانز ونادي فلومينينسي دي فييرا وItabuna Esporte Clube ‏ ونادي سانتا كروز.